# Paratorchus vagepunctus
Paratorchus vagepunctus – rodzaj chrząszczy z rodziny kusakowatych i podrodziny Osoriinae.
Gatunek ten opisany został w 1900 roku przez Charlesa A.A. Fauvela jako Holotrochus vagepunctus. W 1982 roku przeniesiony został przez H. Pauline McColl do rodzaju Paratrochus, któremu w 1984 roku ta sama autorka zmieniła nazwę na Paratorchus, w związku z wcześniejszym użyciem poprzedniej nazwy dla rodzaju mięczaków.
Chrząszcz o walcowatym ciele długości od 3,2 do 4,2 mm, barwy od rudej do rudobrązowej. Wierzch głowy, przedplecza i pokryw jest delikatnie, siateczkowato mikrorzeźbiony, a odwłoka wyraźnie i rozproszenie punktowany oraz bardzo krótko i rzadko owłosiony. Długość szczecinek jest mniejsza niż odległości między nimi. Prawie okrągłe, wystające oczy złożone buduje około 10 omatidiów, w tym 8 większych. Przedplecze ma od 0,63 do 0,73 mm długości i bardzo delikatną, siatkowatą mikrorzeźbę. Odwłok ma dziewiąty tergit słabo wydłużony ku tyłowi w dwa tępe wyrostki. U samca narząd kopulacyjny ma 0,4 mm długości i gruby, tępy, dłuższy od części rurkowatej wyrostek boczny. Samicę cechuje gruszkowata spermateka o wymiarach 0,2 × 0,12 mm.
Owad endemiczny dla Nowej Zelandii, znany z Wyspy Północnej. Spotykany jest w ściółce i próchnicy, w lasach liściastych i mieszanych, na wysokości od 200 do 700 m n.p.m.